# انینگن
انینگن (به آلمانی: Eningen unter Achalm) یک شهر در آلمان است که در Reutlingen واقع شده‌است. انینگن ۱۰٬۹۳۶ نفر جمعیت دارد.

## خواهرخوانده
شهرهای Charlieu و کالن خواهرخوانده‌های انینگن هستند.